# Jaime Pedro Gonçalves
Jaime Pedro Gonçalves (* 26. November 1936 in Manica; † 6. April 2016 in Beira) war ein mosambikanischer Geistlicher und römisch-katholischer Erzbischof von Beira.

## Leben
Jaime Pedro Gonçalves empfing am 17. Dezember 1967 die Priesterweihe für das Bistum Beira.
Papst Paul VI. ernannte ihn am 19. Dezember 1975 zum Koadjutorbischof von Beira und Titularbischof von Ficus. Der Bischof von Porto Amélia, Januário Machaze Nhangumbe, spendete ihm am 28. März des nächsten Jahres die Bischofsweihe; Mitkonsekratoren waren Alexandre José Maria Kardinal dos Santos OFM, Erzbischof von Lourenço Marques, und Alberto Setele, Bischof von Inhambane. 
Mit dem Rücktritt Ernesto Gonçalves da Costas OFM am 3. Dezember 1976 folgte er ihm als Bischof von Beira nach. Mit der Erhebung zum Erzbistum am 4. Juni 1984 wurde er zum Erzbischof von Beira ernannt.
Am 14. Januar 2012 nahm Papst Benedikt XVI. das von Jaime Pedro Gonçalves aus Altersgründen vorgebrachte Rücktrittsgesuch an.